# Supercoppa di Germania 2010 (pallacanestro)
La Supercoppa di Germania 2010 (ufficialmente BBL Champions Cup 2010) è stata la 5ª edizione della Supercoppa di Germania.
La partita è stata disputata il 26 settembre 2010 presso la Jako Arena di Bamberga tra il Bamberger, campione di Germania 2009-10 e vincitore della BBL-Pokal 2010 e lo Skyl. Francoforte, finalista di BBL-Pokal.

## Finale
| Bamberga 25 settembre 2010, ore 20:05 UTC+2 | Bamberger  | 85 – 58 (21-12, 41-23, 64-39) referto                                                                              | Skyl. Francoforte | Jako Arena (5.000 spett.) |
| \| \| \| \| \| Terry 19 \| Punti \| 12 Nolte \| \| Roberts 7 \| Assist \| 4 Wood \| \| Pleiß 7 \| Rimbalzi \| 6 McKinney \| \| 5 Goldsberry• 7 Terry• 21 Pleiß• 23 Jacobsen• 25 Gavel 9 Tadda• 12 Crowell• 13 Stuckey• 14 Neumann• 19 Land• 22 Roberts• 42 Hines \| Formazioni \| 7 Muurinen• 14 Nolte• 15 Wood• 20 McKinney• 40 Moye 5 Bahiense de Mello• 9 Lindbom• 11 Roller• 13 Franke• 32 Moyer \| \| Chris Fleming \| Allenatori \| Gordon Herbert \| |            | |                   |                           |
| |            | |                   |                           |
| Terry 19 | Punti      | 12 Nolte |                   |                           |
| Roberts 7 | Assist     | 4 Wood |                   |                           |
| Pleiß 7 | Rimbalzi   | 6 McKinney |                   |                           |
| 5 Goldsberry• 7 Terry• 21 Pleiß• 23 Jacobsen• 25 Gavel 9 Tadda• 12 Crowell• 13 Stuckey• 14 Neumann• 19 Land• 22 Roberts• 42 Hines | Formazioni | 7 Muurinen• 14 Nolte• 15 Wood• 20 McKinney• 40 Moye 5 Bahiense de Mello• 9 Lindbom• 11 Roller• 13 Franke• 32 Moyer |                   |                           |
| Chris Fleming | Allenatori | Gordon Herbert |                   |                           |